# Засеок (Сапна)
Засеок је је насељено мјесто у Босни и Херцеговини, у општини Сапна, која припада ентитету Федерација Босне и Херцеговине. Према попису становништва из 2013. у насељу је живјело 1110 становника.

## Становништво
Према попису становништва из 1991. године, мјесто је имало 1.445 становника.
| Демографија | Демографија | Демографија |
| Година      | Становника  | Становника  |
| ----------- | ----------- | ----------- |
| 1961.       | 461         |             |
| 1971.       | 767         |             |
| 1981.       | 708         |             |
| 1991.       | 1.443       |             |
| 2013.       | 1.110       |             |